# Mina (Arabie saoudite)
Pour les articles homonymes, voir Mina.
Mina (ou Mîna) est un lieu désertique à environ 5 km à l'Est de La Mecque, en Arabie saoudite. Il se trouve sur la route de La Mecque au mont Arafat.
Mina est particulièrement connu pour son rôle dans le Hajj, le pèlerinage annuel musulman, où une cité temporaire de tentes est élevée pour accueillir des millions de pèlerins venant du monde entier. Le 24 septembre 2015, un terrible accident engendre la mort d'environ 1100 pèlerins. Les autorités saoudiennes sont accusées de part et d'autre en raison de leur manque d'organisation. 
C'est aussi à l'entrée ouest de Mina, au pont Djamarat, qu'a lieu le rituel de la lapidation des stèles de Satan, qui doit se dérouler entre le lever et le coucher du soleil du dernier jour du Hajj.
Chaque pèlerin est tenu de lancer sept cailloux sur chacun des trois blocs de béton haut d’environ 25 mètres. Selon la tradition, c’est en ces lieux que Satan surgit à trois reprises, d’abord devant Ibrahim, puis devant sa femme Agar et ensuite devant leur fils Ismaël. Pour lui signifier leur mépris, Abraham et sa famille lui lancèrent chaque fois sept cailloux. Ce geste a été perpétué.
Depuis novembre 2010, le site est desservi par le métro de La Mecque.

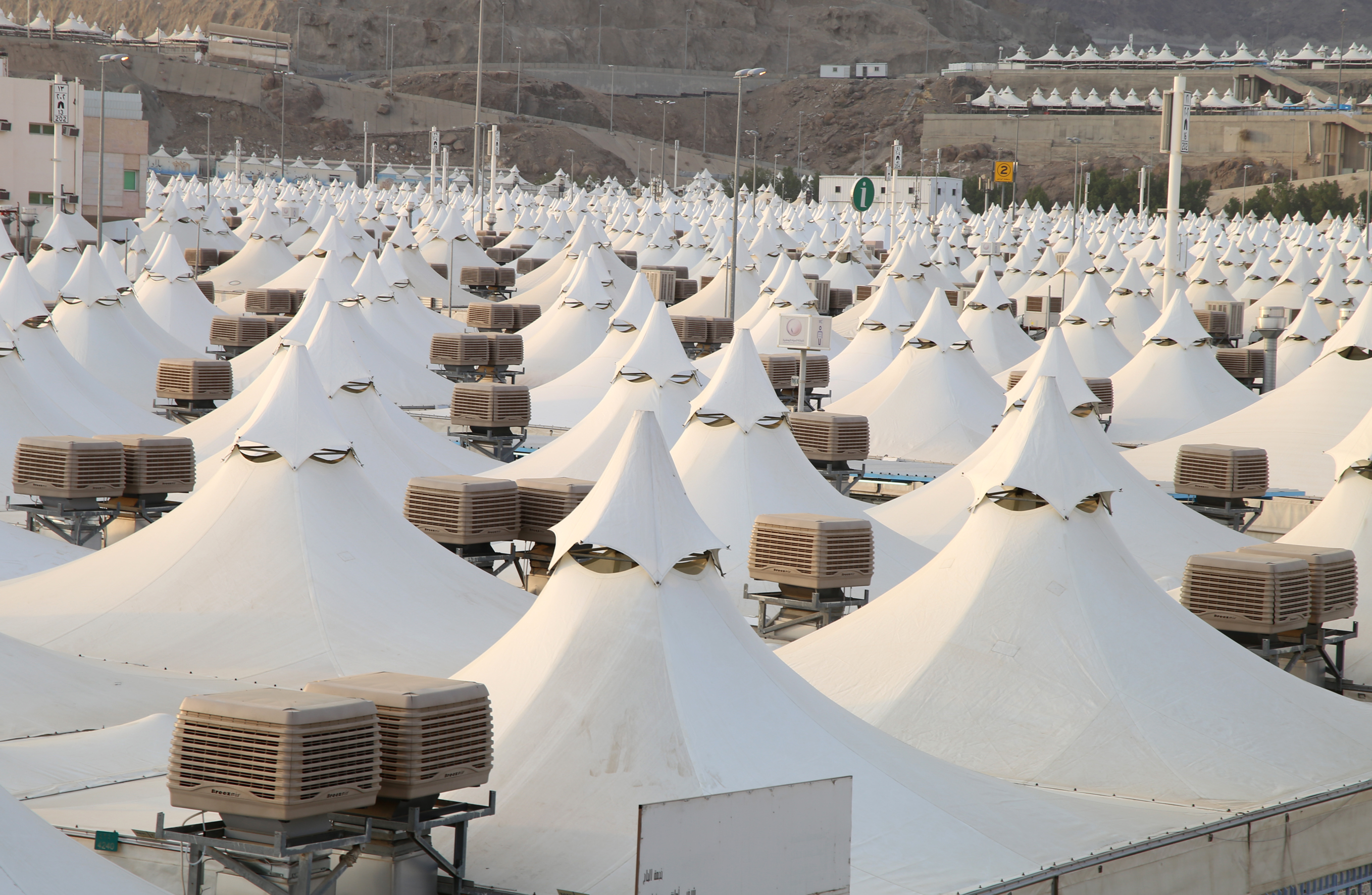
The picture describes the tents in Mina city (Saudi Arabia), just 2 kilometers away from Mecca. The tents are air conditioned with evaporative cooling units made in Australia.